# Радимова, Татьяна Павловна
Татьяна Павловна Радимова (16 декабря 1916, Казань — 24 мая 2000, с. Абрамцево, Московская область) — советская художница — мастер пейзажа, заслуженный работник культуры, член Союза художников СССР.

## Биография

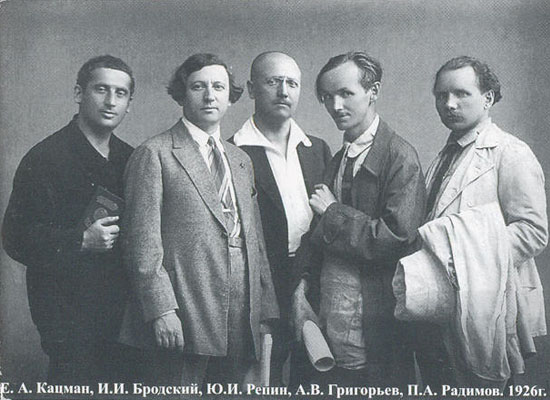
Участники Ассоциации художников революционной России, 1926. Крайний справа - отец Татьяны Радимовой - Павел Радимов.

Татьяна Павловна Радимова родилась 16 декабря 1916 года в Казани, в семье художника-поэта Павла Радимова — последнего председателя Товарищества передвижников и первого председателя Ассоциации художников революционной России.
После получения общего 10-летнего образования окончила музейно-подготовительные курсы при Государственном музее изобразительного искусства им. А. С. Пушкина, с которым впоследствии сотрудничала по договору в 1935—1937 годах.
Высшее художественное образование получала в Московском государственном художественном институте им. В. И. Сурикова, на отделении живописи, обучаясь у своего отца. Была старостой группы. В 1941 году в связи с началом Великой Отечественной войны эвакуировалась в Самарканд, где продолжила образование, получив диплом художника-живописца.
Вернувшись в 1942 году в Москву стала сотрудником Московского областного Дома народного творчества, в котором проработала до 1945 года. Одновременно с этим занималась оформительскими работами в Измайловском парке им. Сталина. В 1945 г. перешла на работу художника-консультанта в Отдел изобразительного искусства Московского областного научно-методического Центра народного творчества, в котором занималась просветительско-преподавательской деятельностью, проводя практические семинары мастерства живописи для самодеятельных художников Подмосковья в поселке Ново-Абрамцево. В это же время Татьяна Радимова совершенствовалась в росписи декоративных пластмассовых изделий, совмещая работу с преподаванием в Заочном народном университете искусств.
По роду своей образовательной деятельности часто бывала в командировках по стране, посетив Саратов, Горький, Казань, Тбилиси, Ленинград, Куйбышев, Арзамасе, село Михайловское, где занималась организацией художественных выставок и обменом опыта с местными художниками.
С 1943 года член Московского Союза художников, с 1945 г. Союза художников СССР.
За заслуги перед страной в 1978 г. Татьяна Радимова получила медаль «Ветеран труда», а в 1984 г. — звание «Заслуженного работника культуры РСФСР».

## Творчество

Татьяна Радимова, «Первый снег», 1952

Татьяна Радимова унаследовала от отца талант пейзажиста. Большинство ее работ посвящено изображению русской провинции. Она является автором несколько тематических циклов. Один из них был создан как дань памяти Максиму Горькому, с которым в 30-е годы ее познакомил отец на выставке молодых художников в Москве. В нем она запечатлила памятные горьковские места в Казани, Самаре, Нижнем Новгороде, Арзамасе, Тбилиси, села Красновидово под Казанью.
Каждый отдельный пейзаж сопровождался фрагментами произведений Максима Горького, его письмами или статьями, связанными с изображенным местом. Аналогичные циклы были посвящены ленинским, толстовским, тургеневским местам. На многих ее работах изображена природа окрестностей с. Абрамцево в разные времена года, где она проживала длительное время.
Среди наиболее значимых работ Татьяны Радимовой: «Пейзаж Воря» (1934 г.), «Под зонтом» (1939 г.), «Городской музей г. Чебоксары», «Усадьба дом-музей им. Орджоникидзе в селе Гореша», «Школа, в которой учился Орджоникидзе», «Музей Орджоникидзе в селе Гореша в Грузии», «Здание духовной семинарии в Тбилиси», «Совхоз Джапаридзе», «Здание райкомов села Лагодехи», «Площадь в Красных Колодцах», «Музей Сигнахи в Кахетии», «У Куйбышевской ГЭС» (1959 г.).
Татьяна Радимова постоянный участник московских и всесоюзных выставок в том числе:
- Персональной выставки в 1940 г. в г. Чебоксар
- «Выставка молодых художников в историческом музее» («Пейзаж Воря»),
- «Выставка молодых художников, посвященная 20-летию ВЛКСМ» («Под зонтом»),
- «Всесоюзная выставка молодых художников к 30-летию ВЛКСМ» («Дубки», «Ахтырим»),
- «15 лет комсомола» («Пейзаж Воря»),
- «20 лет комсомола» («В Крыму»),
- «30 лет комсомола» («Дубки», «Ахтырим»).
- «Всесоюзной выставки 1950 г.» («Авлабар», «Мухет», «На Петхаимском подъеме», "Дом в Пассанаурском пер.,
- выставки «Пейзажи Грузии и Подмосковья».

Работы Т. П. Радимовой хранятся во многих музеях России: Государственной Третьяковской галерее, областных музеях Казани, Чебоксар, Орла, Иваново, Нижне — Новгорода в музее М.Горького, в Государственном музее-заповеднике С. А. Есенина в Константинове. В частных коллекциях известных людей СССР и России: Льва Озерова, наследников Павла Железнова, семьи Андрея Громыко, в которой её пейзажи полюбились жене Андрея Андреевича Лидии Дмитриевне).
Издательство «Советский художник» в 1949 и 1950 гг. выпустило массовым тиражом пейзаж под названием «Дубки». На нем изображена дубовая поляна, располагавшаяся за Музеем изобразительных искусств).